# Maja (film)
Maja er en dansk kortfilm fra 2018 instrueret af Marijana Jankovic.

## Handling
Maja, en serbisk pige på seks år, bliver en tidlig morgen afleveret i børnehaven af sine forældre. De er lige flyttet til Danmark, så hverken Maja eller hendes forældre kan forstå eller tale dansk. I børnehaven holder hun sig for sig selv. Hun har sin egen hemmelige dagsorden, som også er grunden til at hun ofte ender i situationer med de andre børn og voksne, hvor hun bliver misforstået. Pædagogen Erling prøver at komme hende i møde. Efter en lang og ensom dag i børnehaven, bliver Maja endelig hentet af sine forældre. Og lige som man skulle tro at hendes dag er ved at være slut, skal den først lige til at begynde.

## Medvirkende
- Selena Marsenic, Maja
- Jesper Christensen, Erling
- Dejan Cukic, Far
- Marijana Jankovic, Mor
- Elias Munk

## Priser
Maja blev på Odense Internationale Film Festival kåret som årets bedste kortfilm, ligesom filmen vandt en Robert ved 2019-uddelingen for "Årets kortfilm: Fiktion / Animation". Den blev tillige overvejet nomineret til en Oscar.